# Teufelsburg (Saarland)

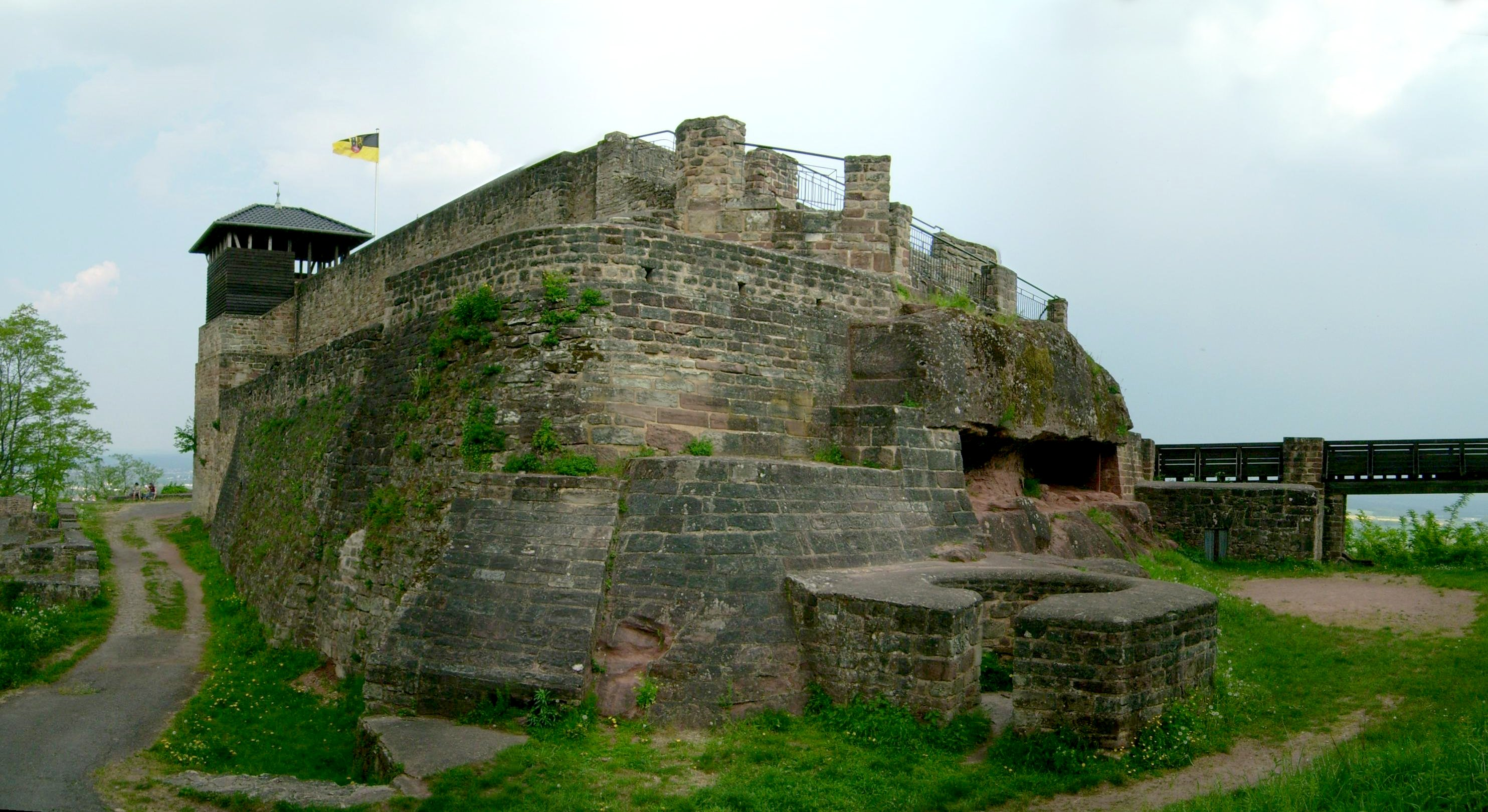
Blick vom Zugangsweg

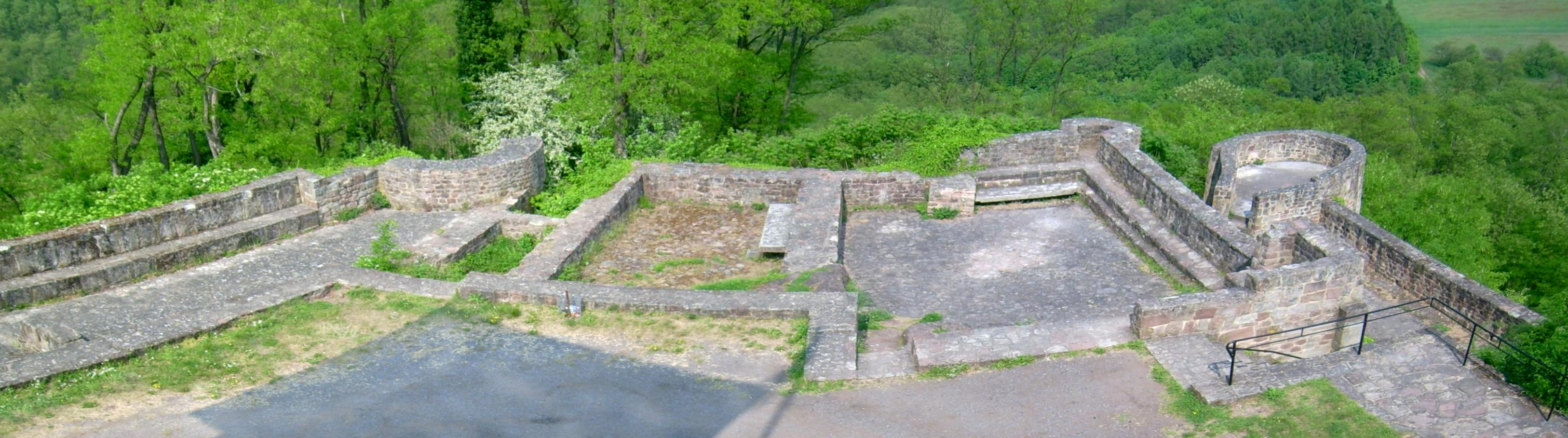
Mauerwerk

Die Teufelsburg mit Blick ins Saartal

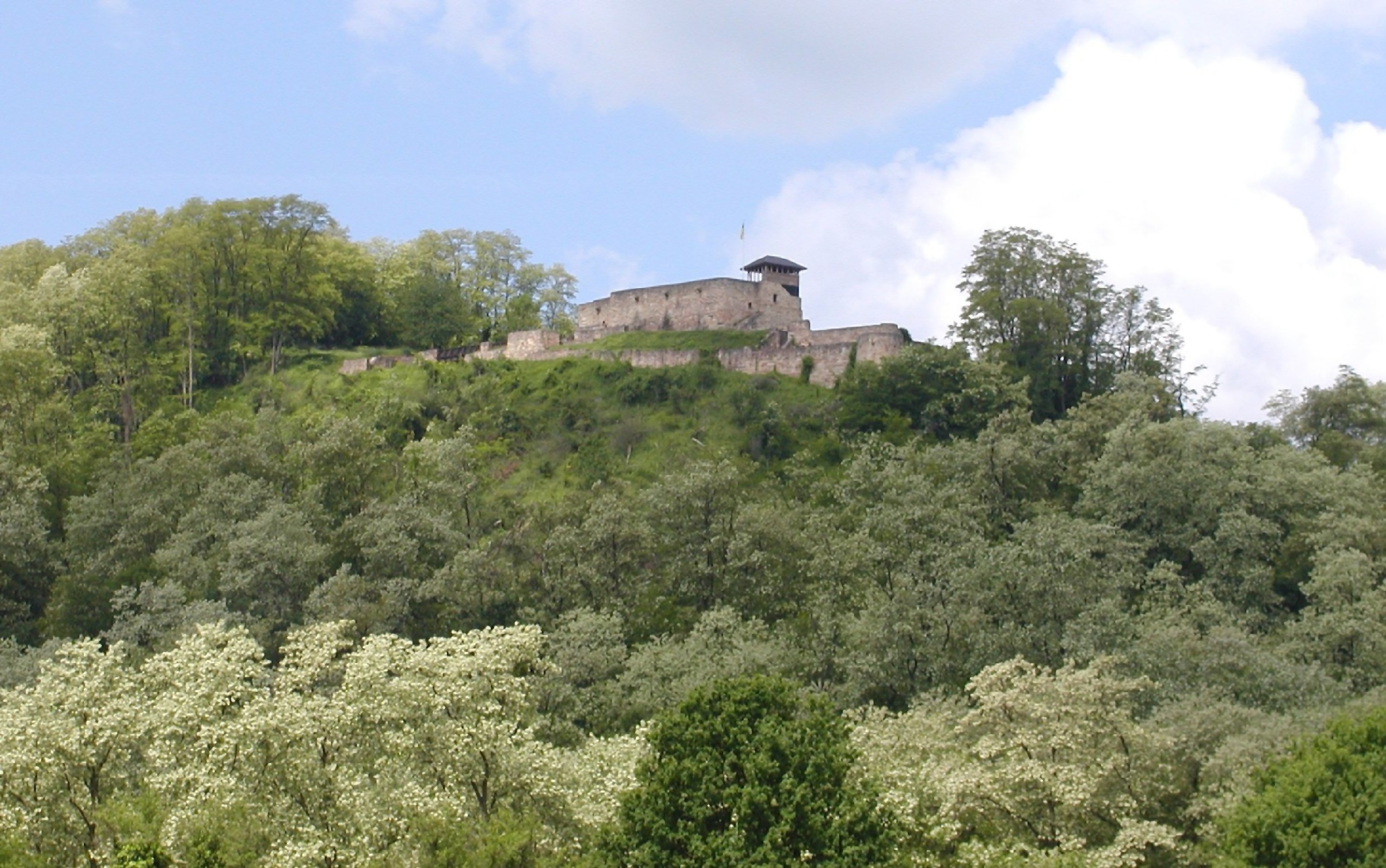
Ansicht von Südosten

Die Teufelsburg ist eine Burgruine in Felsberg, einem Ortsteil der Gemeinde Überherrn, im Landkreis Saarlouis im Saarland. Der historische Name ist Neu-Felsberg.

## Geographische Lage
Die Burgruine Teufelsburg steht westlich von Saarlouis am Rande des mittleren Saartals auf einem Bergsporn nordöstlich des 353,7 m ü. NHN hohen Schloßbergs in ca. 320 m Höhe. Sie befindet sich nördlich von Felsberg und ist sehr gut vom Ortsteil Oberfelsberg über einen Wirtschaftsweg erreichbar. An der Burgruine führt außerdem der Premium-Rundwanderweg Vauban-Steig vorbei. Von der Burg bietet sich ein sehr guter Blick über das Saartal und zum Hunsrück.

## Geschichte
Die Spornburg wurde nach der Zerstörung der Burg Altenfelsberg zwischen 1354 und 1360 von Herzog Johann I. von Lothringen erbaut. Die erste urkundliche Erwähnung von Neufilsberg (= Neu-Felsberg) stammt aus dem Jahre 1370. 1699 taucht Neufelsberg zum letzten Mal in einem Dokument auf. Sie war zu dieser Zeit bereits zerstört und nicht mehr bewohnt. Die Steine der Burg fanden 1680 bei der Erbauung der Festung Saarlouis Verwendung.
Die Teufelsburg besteht aus zwei eigentlichen Burganlagen, einer Oberburg (Vorburg, Altes Schloss) zum Berg hin sowie einer Unterburg (Hauptburg) talwärts. Sie wurde ab dem Jahre 1968 wieder ausgegraben und in ihren Grundformen nach den vorhandenen Fundamenten aufgebaut (Hauptburg) und 2009 bis 2010 restauriert. Die Oberburg (das alte Schloss) verschwand nach 1680 durch die Steinbrüche.
Eine ältere Burganlage, Burg Altenfelsberg, wird am 18. Oktober 1179 erstmals urkundlich genannt. Altfelsberg hatte allerdings einen anderen Standort, auf dem Hanseberg St. Barbara Wallerfangen. Die Burg Altfelsberg wurde 1341 von Kurfürst und Erzbischof Balduin von Trier bis auf die Grundmauern zerstört.
Der Name „Teufelsburg“, den die Burg im Volksmund trägt, lässt sich auf eine Sage zurückführen. Demnach soll ein Ritter der Burg vor einem Duell einen Pakt mit dem Teufel geschlossen und seine Seele verkauft haben. Noch heute soll – so die sagenhafte Tradition – bisweilen sein Schreien zu hören sein, wenn er in die Hölle fährt.
Grundlage der Ausgrabung und Restauration der Teufelsburg war eine komplette Vermessung des Burggeländes, die von Bernd Arwed Richter durchgeführt wurde. Anhand der ermittelten Vermessungsdaten wurde ein erstes Rekonstruktionsmodell erstellt.
Im Inneren befindet sich ein kleines Museum (Führung nach Voranmeldung) mit Funden von den Ausgrabungen. Ab 22. April 2007 werden auch Werkzeuge und Gebrauchsgegenstände aus den Sandsteinbrüchen vom Schlossberg, sowie Versteinerungen (Trias = vor 240 Mio. Jahren) und Mineralien aus Felsberg ausgestellt. Die Besucher werden jedoch in erster Linie vom grandiosen Ausblick auf das weite Saartal Richtung Saarlouis angezogen.
Der erste Ritter auf Schloss Neufelsberg war Arnold von Filsberg, ein Enkel von Arnold von der Brücke, Herr von Siersburg und Felsberg (genannt der Teufel).

### Arnold von Velßperg (Felsberg) (* vor 1310; † 1380)
Am 3. April 1353 erklären Arnould von Velsperg und seine Frau Lysa, dass Hennekin von Firwiller (Altforweiler oder Fürweiler) die Pfandschaft in dem Hofe Odenhofen, die Arnould gemeinsam mit seinem Schwiegervater Richard von Croquere innehatte, gelöst hat.
Am 14. April 1367 findet ein Vergleich statt zwischen Erzbischof Cuno von Trier (1362–1388), Arnould von Velsperg und den Edelknechten Johann von Swartzberg und Bertram von Gudinberg wegen Ausübung ihres Patronatsrechtes zu Bernkastel.
1370 leistet Chevalier Arnould von Velsperg dem Herzog Johann von Lothringen den Lehnseid.
Am 17. Februar 1371 siegeln die Ritter Arnould von Velsperg und Heinrich von dem Berge den Vertrag des Edelknechtes Goilbilchen von Bibingen mit dem Grafen von Saarbrücken.
Am Tage vor dem Feste des hl. Mathias 1370 erklärt Arnould, er habe vom Herzog von Lothringen die Festung Neufelsberg mit ihren Abhängigkeiten erhalten, die dem Herzog und seinen Erben in allen Zeiten offenstehen soll. Auf seinem Siegel ist der Löwe.
Am Sonntag vor Margarethentag des Jahres 1379 verkaufen Ritter Arnould von Velsperg und seine Gemahlin Lysa mit Zustimmung ihrer Kinder Richard und Gerhard an Abt und Kloster von Mettlach sämtliche Gerechtigkeiten und Erbansprüche im Dorf und auf dem Bann von Mörchingen (Merchingen, Kreis Merzig).

### Richard von Velßperg (Felsberg) (* um 1340; † nach 1390)
Richard war mit Sophie von Mersch verheiratet. Die Ehe war kinderlos. In den Jahren 1380 und 1386 erscheint Richard von Felsberg, bailly von Deutschland, Sohn des Arnold von Felsberg, in einem Akte, den Jakob und Franz von Sierck, Enfried von Esch, Eberhard von Dullingen, Ferry von Montclair, Conrad von Mengen, Herr von Heyenberg; Wilhelm von Berus, ehemaliger bailly; Vauthier und Wilhelm von Hymersdorf, Burggrafen von Schaumberg und Junker Jakob von Esch, Schöffe von Sierck, unterzeichnet haben.
Am sechsten Februar 1385 beurkundet Erzbischof Cuno (1362–1385) dem Richard von Felsberg das Wiederkaufsrecht an dem Erzbischof für achthundert Gulden verkauften Bruckergutes zu Merzig. Richard von Felsberg starb zwischen 1388 und 1390.
Seine Witwe Sophie von Mersch übernahm die Herrschaft. (Motte spricht hier von einer Lücke, die er nicht habe ausfüllen können). Die Nachfolge traten die von Hutzingen von Neuerburg an, die sich auch von Felsberg nannten.
Mit dem Tode von Richard war der Mannesstamm des Brückergeschlechtes ausgestorben.

### Sophie von Mersch – Hutzing (*?; † 1444)
Nach dem Tod von Richard von Felsberg-Mersch (um 1388/1390) übernahm seine Witwe Sophie die Herrschaft Felsberg. Sophie von Mersch heiratete in zweiter Ehe Werner Hutzing von der Neuerburg bei Wittlich. Aus dieser Ehe ging Johann Hutzing hervor, der sich nach dem Tod seiner Mutter Johann Hutzing von der Neuerburg Herr zu Felsberg nannte. Er war mit Jeanette/ Schenke von Brücken verheiratet. Die aus dieser Ehe hervorgegangene Tochter Anna, Erbin von Felsberg (urkundlich erwähnt 1449 bis 1471), heiratete vor 1444 Bernhard von Pallant, Herr von Reuland aus der Linie Weisweiler (um 1458–1471). Hierdurch kam die Familie von Pallant in den Besitz der Herrschaft Felsberg.
Am 25. November 1449 stiftete Ritter Werner Hutzing von der Neuerburg mit einer Erbschaft auf dem Banne von Gunzingen (Giesingen) ein Jahrgedächtnis an die Abtei Fraulautern. Diese Stiftung wurde durch Jeanette von Brücken, Witwe von Felsberg, Bernhard von Pallant und Anna von Felsberg bestätigt.
Das Wappen der Familie von Hutzing enthält in Blau einen rechten weißen Schrägbalken, belegt mit drei goldbesamten roten Rosen (D’azur à la bande d’argent, chargé de trois roses de gueules). Der Helmschmuck besteht aus einem Barett in Blau, das in Silber nach oben gekrempt ist (Cimier: un bonnet d’azur, retroussé d’argent, somme d’un vol-banne-ret du même).

## Erbfolge der Familien Hutzing von der Neuerburg – Pallant
Die Adelsfamilie Hutzing blühte nur drei Generationen lang.
- Hennecquin von der Neuerburg (Eifel?) soll der Stammvater der Familie gewesen sein.
- Werner Hutzing von der Neuerburg bei Wittlich, trierischer Burgmann, Neuerburg 1324, Herr von Felsberg, Ritter, † um/ vor 1397, heiratete in erster Sophie von Mersch, Erbin von Felsberg, Witwe Richards von Felsberg. In zweiter Ehe war er mit Else Zandt von Merl verheiratet. Er hatte einen Bruder namens Johann (urkundlich 1296 bis 1359).
- Johann Hutzing von der Neuerburg, Herr zu Felsberg, * 1390, † um/ vor 1443, heiratete Jeanette von Brücken, Herrin von Hinguissange.
- Anna, einzige Tochter und Erbin von Felsberg, * 1420, † 9. Mai, 1468 heiratete gegen 1440 Bernhard von Pallant, Herr zu Pallant und Felsberg († 13. Dezember 1480).